# 肤色歧视
肤色歧视是指因膚色而引起的一种偏见和歧视，肤色较深的人有可能會受到不公正的對待。在非洲、亚洲和南美洲的国家，浅肤色人更受欢迎。

## 全球
有研究表明，与白人相比，有色人种在高等教育和就业方面获得的机会更少。 

## 亚洲

### 东亚、南亚、东南亚
在东亚、南亚和东南亚，人们普遍偏爱浅色皮肤，尤其是在中国大陆、台湾、香港、韩国、越南、印度、巴基斯坦、孟加拉国、菲律宾、印度尼西亚、泰国和日本等国家/地区。

#### 中国和日本
中國有句話叫一白遮百丑。也就是对于女性来说，如果一個女的皮膚白，即使身上的其他地方不如人意，人們都不會太在意。 肤色甚至能影响人们的擇偶标准以及社会经济地位。
奈良時代的日本宫女们在脸上涂抹了大量白粉。公元794年至1186年的图画和著作中多次提到淺膚色女性。

#### 马来西亚
四分之三的马来西亚男性认为，如果他們的性伴侶皮膚更白的話會顯得更有魅力。
在马来西亚等某些东南亚国家，亚欧混血人的外貌是這些國家的審美標準。

#### 印度
多项研究得出结论，印度对浅色皮肤的偏好与种姓制度以及此前波斯、莫卧儿和英國對印度的统治有关。此外高种姓的人通常比低种姓的人皮肤白。由于富有的印度人曬的太陽比較少，往往他們肤色较浅。在印度一些地区，人們往往認為深色皮肤的人比浅色皮肤的人更脏，地位更低。肤色较深的男性通常可以与肤色较浅的女性结婚，但是肤色较深的女性就很難嫁給膚色較淺的男性。
在印度，能讓皮膚更白皙的面霜很受欢迎，印度电影中有些演員膚色較白。

### 阿拉伯联合酋长国
在阿聯酋，淺膚色的人能得到更好的待遇，薪水也更高。

## 非洲
在非洲的一些地区，人们认为肤色较浅的女性比肤色较深的女性更漂亮。 非洲人的這一想法可以追溯到欧洲殖民时期，当时肤色较浅的人比肤色较深的人享有更多特权。 
77%的尼日利亚女性、52%的塞内加尔女性和25%的马里女性會使用美白产品。   在加纳，膚色更淺的人能赚得更多。 

## 拉丁美洲

### 巴西
巴西是非洲以外非洲裔人口最多的國家。与肤色较深的混血儿相比，肤色较浅的混血儿通常社會流動性更高。   巴西的社會精英當中欧洲人后裔人数比非洲人後裔人數要多得多。 2015年的一项研究发现，黑人如果和白人表現差不多的情況下。巴西数学教师給白人学生打的分數要高於黑人學生。 

### 智利
许多智利人希望自己的肤色能更白。 

## 美国

### 历史
欧洲人的後代在美國社會地位最高，非洲人後裔地位最低。如果有奴隸肤色较浅，那麼他們可以幹一些相對輕鬆地工作，比如家务，而肤色较深的奴隶则要幹重体力活。 
有人認為欧洲人後代和肤色较浅的非裔美国人比深皮肤的同龄人更聪明，结果欧洲人後代和肤色较浅的非裔美国人获得了更多的教育机会以及致富機會。 

### 商业
2013年曾有一個測試，當時一個販賣iPod的eBay店家在商品配圖中配上了一張白皮膚的手拿著iPod的照片，他後來有將配圖替換成黑皮膚的手拿著iPod的照片，當商品的配圖是白皮膚時，商品的成交價格可以比配圖是黑皮膚時高21%。 

### 外表
研究表明，许多人将漂亮与较白的皮肤联系在一起。这在儿童中尤为明显。 这导致深色皮肤的孩子會因此感到羞耻，而且更自卑。非裔美国女性认为，如果她们的皮肤變得更白，她们约会成功的概率會更大，尤其是在与非裔美国男性约会时。 